# Hans Heyer

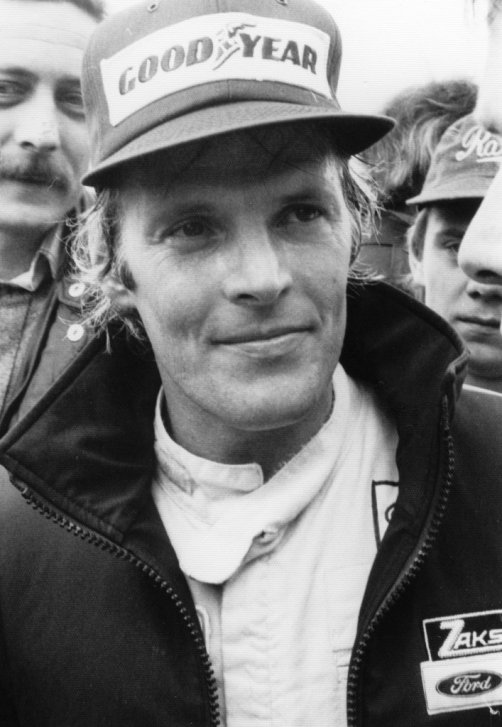
Hans Heyer eind jaren 70.

Hans Heyer (Mönchengladbach, Duitsland, 16 maart 1943) is een voormalig Formule 1-coureur uit Wegberg, in de Grenzlandring, een voormalig "high speed race" ovale baan. Hij reed één Grand Prix, de Grand Prix Formule 1 van Duitsland 1977 voor het team ATS, maar wist zich niet te kwalificeren. Hij startte deze race echter toch, maar na tien ronden ging zijn versnellingsbak kapot. Hij werd gediskwalificeerd voor deze race en ook voor de volgende race.
Mede hierdoor is Hans Heyer de enige Formule 1 coureur ooit die in een raceweekend een “DNF” (Did Not Finish) “DNQ” (Did not Qualify) DSQ” (Gediskwalificeerd) en “DNS” (Did Not Start) heeft gehad.